# Garypinidius mollis
Garypinidius mollis är en spindeldjursart som beskrevs av Beier 1955. Garypinidius mollis ingår i släktet Garypinidius och familjen Garypinidae. Inga underarter finns listade i Catalogue of Life.